# Кярп, Алго
Алго Кярп (эст. Algo Kärp; род. 13 апреля 1985, Колга-Яани, Вильяндимаа) — эстонский лыжник, участник Олимпийских игр в Ванкувере. Специалист дистанционных гонок.

## Карьера
В Кубке мира Кярп дебютировал в январе 2006 года, в ноябре того же года впервые попал в тридцатку лучших на этапе Кубка мира, в эстафете. Всего на сегодняшний день имеет на своём счету 5 попаданий в тридцатку лучших на этапах Кубка мира, 2 в командных соревнованиях и 3 в личных. Лучшим достижением Кярпа в общем итоговом зачёте Кубка мира является 146-е место в сезоне 2008-09.
На Олимпиаде-2010 в Ванкувере стартовал в двух гонках: эстафета — 14-е место, масс-старт на 50 км — 41-е место.
За свою карьеру принимал участие в двух чемпионатах мира, лучший результат 10-е место в эстафете на чемпионате-2011, в личных гонках не поднимался выше 23-го места.
В феврале 2019 года был связан с допинговым скандалом, в результате которого признал употребление кровяного допинга.
Кярп использует лыжи производства фирмы Fischer, ботинки и крепления Salomon.